# 宮內串戶站
宮内串戶站（日语：／ Miyauchi-Kushido eki */?）是位於廣島縣廿日市市串戶四丁目，西日本旅客鐵道（JR西日本）山陽本線的車站。車站位於廣島城市網絡內。
當地使用者多會簡稱以站為「串戶（日语：／）」。為快速停車站。

## 站名來源
車站名稱是來自廿日市市的宮内地區與串戶地區而成。
由於車站是位於串戶地區的中心位置，因此在計劃階段曾計劃名為「串戶站」。但是在1925年（大正14年），廣島電鐵宮島線宮內站已經建成並位於車站附近，加上鄰近的人口較多的宮內地區，在此站啟用後會使用其地區的玄關口，因此宮內地區居民希望能加入該地名，成為「宮内串戶站」。在開業時，宮園、四季丘兩團地已經進入全面發展時期，因此該兩處人口增加，也使此站使用人次也跟隨增加。

## 歴史
- 1988年（昭和63年）4月3日 - JR山陽本線廿日市站至宮島口站之間開設此站。為請願車站[1]。
- 1991年度 - 綠色窗口開始營業[2]。
- 1998年（平成10年）3月14日 - 實施時間表修正，成為快速列車（現時為「通勤快車」）停車站。
- 2006年（平成18年）3月 - 升降機開始使用。
- 2007年（平成19年）
  - 6月5日 - 引入可支援ICOCA的自動閘機（日语：自動改札機）。
  - 9月1日 - 此站可以使用ICOCA。
- 2008年（平成20年）
  - 3月15日 - 實施時間表修正，成為快速「城市快車」停車站[注 1]。在上行月台的上蓋由4卡延長至8卡。
  - 3月18日 - 廿日市市道宮内串戶站通線竣工，暫時開始使用。
  - 10月27日 - 站前廣場發展項目完成。
- 2011年（平成23年）4月1日 - 由JR西日本廣島MAINTEC（日语：JR西日本広島メンテック）負責車站業務。
- 2012年（平成24年）3月16日 - 閘口上的列車出發顯示牌由卷動字幕式改為LED式。
- 2014年（平成26年）2月28日 - 站內的Kiosk結業。
- 2016年（平成28年）
  - （時期不明） - 增設自動閘機[3]。
  - 3月24日 - 在巴士站中設置路線搜索系統，並開始試行。
  - 4月1日 - 路線搜索系統正式開始使用。

## 車站構造
車站是一座設有跨站式站房的地面車站，設有2面2線的相對式月台，月台可容納8卡車廂。車站設有轉轍器和絶對信號機，被定義為停留所。近廣島一方的月台比較狹窄，在早上通勤時段中，會有車站職員提醒乘客注意。月台上蓋中，下行月台設有2卡車廂長度，上行則為8卡車廂長度。
此站由宮島口站管理，並由JR西日本廣島MAINTEC負責車站業務，為業務委託車站。車站可以使用ICOCA與其互相可以使用的IC卡。車站印章是「交通安全許願「速谷神社」的最接近車站」。

### 月台
| 月台 | 路線     | 上下行 | 方向                 |
| ---- | -------- | ------ | -------------------- |
| 1    | 山陽本線 | 下行   | 宮島口、岩國方向     |
| 2    | 山陽本線 | 上行   | 廣島、瀨野、三原方向 |

- 在開業當初沒有設定月台編號。現時月台編號位於升降機側邊，LED式列車出發車資訊牌旁。
- 在閘口上設有LED式列車出發車資訊牌。
- 在進站音樂中，此站1號月台是使用廣島站3號月台相同的音樂。2號月台是使用廣島站4號月台相同的音樂。曾經1號月台使用「春」，2號月台是「細流」。

## 使用狀況
以下為近年1日平均乘車人次列表。此站是廿日市市中最多人使用的車站。
| 年度               | 1日平均 乘車人次 |
| ------------------ | ---------------- |
| 1994年（平成06年） | 4,403            |
| 1995年（平成07年） | 4,462            |
| 1996年（平成08年） | 4,572            |
| 1997年（平成09年） | 4,523            |
| 1998年（平成10年） | 4,509            |
| 1999年（平成11年） | 4,568            |
| 2000年（平成12年） | 4,723            |
| 2001年（平成13年） | 4,737            |
| 2002年（平成14年） | 4,644            |
| 2003年（平成15年） | 4,653            |
| 2004年（平成16年） | 4,708            |
| 2005年（平成17年） | 4,645            |
| 2006年（平成18年） | 4,633            |
| 2007年（平成19年） | 4,692            |
| 2008年（平成20年） | 4,888            |
| 2009年（平成21年） | 4,943            |
| 2010年（平成22年） | 4,958            |
| 2011年（平成23年） | 4,961            |
| 2012年（平成24年） | 4,950            |
| 2013年（平成25年） | 5,015            |
| 2014年（平成26年） | 4,858            |
| 2015年（平成27年） | 5,146            |
| 2016年（平成28年） | 5,042            |
| 2017年（平成29年） | 5,071            |

## 車站周邊
車站南邊設有廣島電鐵宮島線宮內站（步行約5分鐘）。車站周邊為住宅區，也有企業、商店、公共設施的市區。此站最接近佐伯地區（前佐伯町）和吉和地區（前吉和村）。
- 廿日市市政廳 - 在JR中最近車站（若包含其他鐵路公司為廣電廿日市市役所前站）。
- 廿日市文化會堂（日语：はつかいち文化ホール） 櫻花皮亞
- 廿日市市體育中心 Sun Cherry
- Tina court（日语：Tina court）
- Hello Work（日语：ハローワーク）廿日市
- youme Town廿日市（日语：ゆめタウン廿日市）

## 站前發展項目
由於車站是建設於已發展的住宅區中，因此連接車站與日常道路的連接道路比較狹窄，這個情況還維持一段長時間。露營車或貨車等行經這道路時比較困難，而巴士方面，只可使用體型較小的巴士，在此站前方的巴士路線只有社區巴士「櫻巴士」，其他巴士路線均不能到達站前。在通勤上學時段中，站前有許多接送汽車、的士，使該時段造成交通堵塞。使宮園、四季丘、陽光台等大型新市鎮的玄關口情況不佳。因此便開展連接車站前迴旋路與主要道路的發展計劃。
在1997年（平成9年），開始了城市規劃（城市規劃道路宮内串戶站通線外開發項目），當中會興建接駁路線，連接車站前至主要道路。在2001年（平成13年）開始動工，在2008年（平成20年）3月預計完工，並暫時開通，該道路可連接西廣島繞道和團地方向（即佐伯方向和吉和方向），使車站連接道路大幅改善。
最後在2008年10月，發展項目完成。
這個發展項目，使車站北出口的外觀搖身一變。巴士路線可以駛入此站，車站前的迴旋路行人路也擴寬，在閘口與地面還設置了升降機，使行動不便和長者可方便使用車站。
在今後會在西方向（地御前串戶線）開始發行發展，使可以連接廣島南道路，增加連接車站的便利性。

## 相鄰車站
西日本旅客鐵道
 山陽本線
■快速「城市快車」（只有星期六及假日服務）
通過
■快速「通勤快車」（只有平日早上上行班次）
五日市←宮内串戶←宮島口
■普通
五日市－宮内串戶－阿品

## 注腳

## 外部連結
- 宮内串戶｜車站資訊：JR出門網 - 西日本旅客鐵道